# Partido Laborista (Argentina)
El Partido Laborista es un partido político argentino creado en la segunda quincena de octubre de 1945 como expresión política del movimiento obrero argentino y con la finalidad inmediata de sostener la candidatura presidencial del coronel Juan Domingo Perón en las elecciones presidenciales de 1946.
Actualmente el partido cuenta con personería jurídica en las provincias de Córdoba, Santiago del Estero y la Provincia de Buenos Aires.

## Historia

### Fundacíon y primer junta de gobierno
Después del 17 de octubre de 1945 los sindicatos que venían actuando con Perón desde 1943 fundaron el Partido Laborista para tener una estructura política desde la cual competir en las elecciones generales del 24 de febrero de 1946 apoyando la candidatura presidencial del coronel Perón. 
Esos sindicatos, como por ejemplo, el Sindicato Autónomo de la Carne de Berisso y Ensenada, fueron apoyados por el coronel Perón en detrimento de aquellos con conducción comunista y socialista como era, en el caso referido, la Federación Obrera de la Industria de la Carne (F.O.I.C.), dirigida en ese entonces por el comunista José Peter. De hecho, el primer convenio firmado por Perón como flamante secretario de Trabajo y Previsión, el coronel lo suscribió Cipriano Reyes en representación del nuevo sindicato, socavando así la influencia del otro, que gozaba de ámbito de representatividad nacional.
Inmediatamente después de las movilizaciones obreras del 17 de octubre de 1945, un grupo de 150 militantes sindicales convocados por Luis Gay y Cipriano Reyes, formaron un Comité Provisional del Partido Laborista, integrado también por los ferroviarios Monzalvo y Tejada, Manuel García (espectáculos), Vicente Garófalo (vidrio) y Leandro Reynes (periodistas), entre otros. Emitieron también un documento titulado «Por la emancipación de la clase laboriosa». El PL quedó oficialmente fundado el 24 de octubre de 1945. Luis Gay fue elegido presidente del partido, mientras que Cipriano Reyes lo fue de la seccional de la Provincia de Buenos Aires, su principal bastión.

#### El primer Comité Central Nacional del partido estuvo integrado del siguiente modo:[6]
- Presidente: Luis Gay (telefónico)
- Vicepresidente: Cipriano Reyes (carne)
- Secretario General: Luis Monzalvo (ferroviario)
- Secretario Adjunto: Manuel García (espectáculos públicos)
- Tesorero: Luis González (ferroviario)
- Secretario de Organización: Pedro Otero (municipales)
- Secretario del Interior: Alcides Montiel (cerveceros)
- Vocal: Ramón Tejada (Federación Obrera Sanjuanina)
- Vocal: Antonio Bernárdez (tintorerías)
- Vocal: Dorindo Carballido (tranviarios)
- Vocal: José Andreotti (metalúrgicos)
- Vocal: Valerio Rougier (carne).

Sus principales líderes e impulsores fueron Luis Gay, Cipriano Reyes, Alcides Montiel y María Roldán. El primero -presidente del partido- fue histórico dirigente del gremio telefónico y líder de la corriente sindical sindicalista revolucionaria (derivada del anarquismo), que sería elegido secretario general de la Confederación General del Trabajo de la República Argentina (CGT). El segundo fue un dirigente del gremio de la carne de formación anarquista. El tercero fue un dirigente con años de experiencia sindical que había fundado el sindicato de los cerveceros, de extracción socialista. La cuarta fue una dirigente sindical, primera delegada del sindicato de la carne, de ideales anarquistas, vinculada a Cipriano Reyes. La actuación de Perón no fue ajena a su formación, sino su razón de ser, ya que su única potestad era la de ser el “Primer Afiliado” sin llegar a ser jefe del partido; aunque hubo –dentro del Comité Directivo Central– quienes consideraban la conveniencia de que lo fuera. La organización interna del partido estaba inspirada en el Partido Laborista Británico y en el liderazgo de Clement Attlee.[cita requerida]

### Elecciones presidenciales de 1946
Los otros partidos que sostenían la candidatura de Perón eran la Unión Cívica Radical Junta Renovadora (un desprendimiento de la UCR) y el Partido Independiente (un desprendimiento de los conservadores).  En esas elecciones las listas de electores de los partidos mencionados obtuvieron el 56% de los votos, ganando la elección presidencial y todas las gobernaciones de provincias, salvo la de Corrientes, que fue luego intervenida.
El Partido Laborista aportó el 80% de los votos que dieron la victoria a Perón y sus miembros desempeñaron cargos importantes durante el gobierno peronista. Su mayor representatividad la tuvo en las provincias de Buenos Aires, Santa Fe y Tucumán.
Los tres partidos coordinaron su actuación política mediante una Junta Nacional de Coordinación Política, que presidía el abogado del sindicato ferroviario Juan Atilio Bramuglia. Allí se acordó que cada uno de los partidos elegiría a sus candidatos y que el 50% de los cargos correspondían al Partido Laborista mientras que el 50% restante debía distribuirse por partes iguales entre la Unión Cívica Radical Junta Renovadora y el Partido Independiente.
Las tensiones políticas entre los partidos que sostuvieron la candidatura de Perón, se dieron a partir de la falta de proporcionalidad en las listas de candidatos, y tuvieron su punto más álgido con el reemplazo unilateral de Luis Gay como candidato a senador por la Capital Federal, en beneficio del marino Alberto Teisaire (futuro declarante contra el gobierno peronista al caer el mismo). Domingo Mercante y Antille fueron desestimados como candidatos a la vicepresidencia, para la cual fue designado el correntino Hortensio Quijano, de la U.C.R. J.R.

### Unión con el Partido Peronista
El 23 de mayo de 1946, luego del triunfo electoral, Perón  comenzó a trabajar en la idea de disolver los partidos políticos que lo habían llevado al poder para fusionarlos en el Partido Único de la Revolución Nacional, luego Partido Peronista. Esta imposición fue rechazada por la conducción del PL, lo cual comenzó a generar roces con Perón. Mientras el flamante presidente trataba de generar una estructura de poder marcadamente verticalista, el partido de Reyes se negaba a perder su autonomía tanto a nivel partidario como a nivel ideológico o político.
La existencia del Partido Laborista implicaba la autonomía política de los sectores sindicales favorables a la política social del gobierno militar saliente seguida por el coronel Perón, pero no su subordinación al líder. Perón no intervino en la creación y desarrollo del partido y su influencia "fue muy relativa, ya que intentó tenerla pero no lo logró, fue declarado afiliado al partido como bandera de lucha pero no tuvo ninguna influencia en el seno del mismo.
El laborismo comenzó a tomar una posición de apoyo crítico hacia el gobierno, apoyando las medidas de bienestar social pero rechazando las tendencias autoritarias. El 17 de octubre de 1946 el partido se movilizó de forma paralela, festejando el "Día del Pueblo" en contraste con la denominación oficial de "Día de la Lealtad". 
Ese mismo año, Reyes sufrió un intento de asesinato que terminó con la vida de su chofer y lo dejó gravemente herido.
Luego de meses de tensiones y presiones cada vez más intensas, en julio de 1947 la conducción nacional del partido acató la orden de Perón, disolver el partido y seguir actuando como una línea interna que mantuviese los idearios laboristas dentro del flamante Partido Peronista.
Cipriano Reyes, presidente de la seccional bonaerense, rechazó la decisión de Perón. Al año siguiente fue acusado de complotar contra el Gobierno,  integrando un supuesto complot para asesinar a Perón y su esposa Evita. Este hecho desencadenó en la detención de Reyes, quien permaneció preso hasta ser indultado por el golpe de Estado autodenominado Revolución Libertadora en 1955.

### Después del golpe de 1955
Luego de la Revolución Libertadora que derrocó a Perón en 1955, el Partido Laborista fue refundado por Cipriano Reyes, y estableció una línea política de crítica al golpe militar, la prohibición del peronismo y la derogación de la Constitución de 1949.
El reunificado PL participó de la reforma constitucional argentina de 1957 y de las elecciones legislativas de 1960, 1963 y 1965, donde finalmente se vuelve a disolver.

### Actualidad
En la actualidad, el Partido Laborista logró asentarse en distintas provincias, incluso a obtener representantes en la legislatura de una de ellas, Santiago del Estero.

## Distritos
| Distritos           | Distritos    | Presidente              | Alianza     | Alianza                     | Personeria Jurídica  | Afiliados |
| Distritos           | Distritos    | Presidente              | de Distrito | Provincial                  | Personeria Jurídica  | Afiliados |
| ------------------- | ------------ | ----------------------- | ----------- | --------------------------- | -------------------- | --------- |
| Buenos Aires        | PL PBA       | Desconocido             | Sin Alianza | Sin Alianza                 | Distrito             | 4127      |
| Córdoba             | PL Cba       | Gustavo Alberto Rossi   | Sin Alianza | Sin Alianza                 | Distrito             | 4194      |
| Santiago del Estero | PL SE        | Daniel Fernando Coronel | Sin Alianza | Frente Patriótico Laborista | Distrito, Provincial | 3749      |
| Total (2021)        | Total (2021) |                         |             |                             |                      | 12070     |